# Kenneth More
Kenneth More, właśc. Kenneth Gilbert More (ur. 20 września 1914 w Gerrards Cross, zm. 12 lipca 1982 w Fulham) – angielski aktor. 
Laureat Nagrody BAFTA dla najlepszego aktora pierwszoplanowego za rolę Richarda Grimsdyke’a w komedii Lekarz domowy (1954). Zwycięzca Pucharu Volpiego dla najlepszego aktora na 16. MFF w Wenecji za rolę Freddiego Page’a w melodramacie Głębokie błękitne morze (1955), za którą był także nominowany do Nagrody BAFTA. Ponadto był jeszcze dwukrotnie nominowany do Nagrody BAFTA; w 1954 jako bezczelny sprzedawca reklam Ambrose Claverhouse w komedii przygodowej Genowefa (1953) i w 1957 za rolę kapitana Royal Air Force Douglasa Badera w biograficznym dramacie wojennym Lewisa Gilberta Dosięgnąć nieba (Reach for the Sky, 1956) na podstawie książki Paula Brickhilla.

## Filmografia
- 1951: Nie ma autostrad w chmurach (No Highway in the Sky) jako Dobson
- 1957: Niezastąpiony kamerdyner (The Admirable Crichton) jako Bill Crichton
- 1960: Zatopić pancernik Bismarck! (Sink the Bismarck!) jako komandor Jonathan Shepard
- 1962: Najdłuższy dzień (The Longest Day) jako kapitan Colin Maud
- 1965: Kolekcjoner (The Collector) jako starszy przyjaciel Mirandy (sceny usunięte)
- 1967: Saga rodu Forsyte’ów (The Forsyte Saga, serial) jako młody Jolyon Forsyte
- 1969: Bitwa o Anglię (Battle of Britain) jako pułkownik Barker, d-ca Stacji RAF w Duxford
- 1970: Opowieść wigilijna (Scrooge) jako duch teraźniejszych świąt Bożego Narodzenia
- 1976: Pantofelek i róża (The Slipper and the Rose: The Story of Cinderella) jako Lord High Chamberlain
- 1976: Opowieść o dwóch miastach (A Tale of Two Cities, TV) jako dr Jarvis Lorry